# 鄭和蝦屬
山口鄭和蝦（學名：Zhenghecaris shankouensis）是鄭和蝦屬（學名：Zhenghecaris）的一物種，目前屬於節肢動物門、恐蝦綱、放射齒目底下的赫德蝦科。因僅保存頭部的一塊骨片，導致對鄭和蝦的分類有爭議。

## 命名
鄭和蝦屬的屬名-Zhenghecaris，為了紀念出生在發現區附近的的中國航海家鄭和（Zheng He）。 他從中國航行到了南太平洋、印度洋和非洲的許多地方，比哥倫布航行早了大約 80 年；種加名shankouensis是發現地點，山口村（Shankoucun Village） 。

## 發現
鄭和蝦的化石是在中國云南省昆明山口村發現的，正模標本（holotype）為Sk010120，副模標本（Paratype）為Sk010121。化石僅保存鄭和蝦的頭部骨片化石，導致對於鄭和蝦的分類具有爭議，且保存稀少。

## 型態
頭部股片長大約125毫米。整體可分為前緣、後緣和雙側的吻凹結構（rostrum-notch complex），其中吻凹將前緣和後緣隔開。吻凹結構有兩組，分別內側的吻凹結構和外側的吻凹結構。內側與外側的吻都向後凸出，形成一個Ｚ字形邊緣。前緣的有著明顯的彎曲，再向側下方直直地延長至最末端的吻。後緣的中間部分是圓形的，佔骨片寬度的一半以上，其向前彎曲至內側凹處。

## 分類

### 2017年以前
鄭和蝦屬的發表是建立在僅發現一個頭部骨片化石，參雜了不同的可能性，由讓·瓦尼爾（Jean Vannier）等人於2006年發表。在第一次發表時，將其認為鄭和蝦屬屬於「雙殼節肢動物」（“bivalved” arthropod），且是當時所發現的最大體型。且讓·瓦尼爾等人透過兩點覺得可能屬於袋頭綱（Thylacocephala）：第一點，骨片的背側融合且向側邊壓縮，且有吻凹結構；第二點則是吻凹結構的比率與其他袋頭綱動物很相似。且是目前發現最早的袋頭綱動物。

### 2017年以後
2017年，曾晗（Han Zeng）等人透過新的骨片發表新的物種－犄蝦屬（Tauricornicaris），將其歸類為赫德蝦科的一種；同時也因型態與組成將鄭和蝦屬劃入赫德蝦科類。叢培允（Pei-yun Cong）等人，提出犄蝦屬不屬於放射齒目的物種，比較靠近真節肢動物（Euarthropod）類群，因而提出鄭和蝦屬也不應屬於放射齒目。但是有學者覺得骨片形狀類似於寒武耙虾属的馬蹄狀有著明顯地吻凹結，又將鄭和蝦分在赫德蝦科；部分的系統發生樹的結果將寒武耙虾與鄭和蝦為一個演化支（clade）。